# Cody Fern
Cody Fern (* 6. července 1988, Southern Cross) je australský herec a režisér. Po svém celovečerním debutu v Rajský život v Palos Verdes (2017), kde zaujal režiséra Ryana Murphyho, ztvárnil oběť vraždy Davida Mansona v seriálu FX The Assassination of Gianni Versace: American Crime Story (2018). Téhož roku si zahrál roli Michaela Langdona v seriálu American Horror Story: Apokalypsa. Účinkoval také v poslední sérii dramatu Domek z karet od Netflixu jako Duncan Shepherd. V roce 2019 se znovu navrátil do American Horror Story, kde v 9. sérii (1984) představoval postavu Xaviera Plymptona. Známý je též účinkováním v jedné epizodě souboru American Horror Stories (2021), kde hrál strážce parku Stana Vogela.

## Život
Cody Fern se narodil 6. července 1988 v městě Southern Cross v Západní Austrálii. Navštěvoval internátní školu v Merredin Senior High School. V Roce 2009 absolvoval vysokou školu Curtin University of Technology, kde získal diplom s vyznamenáním v oboru Obchod a business.

## Kariéra
Než se začal Fern věnovat herectví, uvažoval o kariéře ve finančnictví, jak vypověděl v rozhovoru pro Anthem Magazine. Hercem se chtěl stát díky filmové dilogii Královna Alžběta (1998) a Královna Alžběta: Zlatý věk (2007).
Cody Fern zkoušel s velmi známými hereckými kouči, jako například s Ellen Burstyn, Larry Moss nebo Susan Batson. Zahrál si hlavní roli Alberta ve hře Válečný kůň v Národním divadle Londýn, která dosáhla velkého ohlasu.
V roce 2011 obdržel roli Romea ve světové premiéře The Enchanters at the State Theatre of Western Australia. Objevil se ale také v řadě krátkých filmů. Mezi ně můžeme zařadit například snímek Still Take You Home (2010), který získal cenu The West Australian Screen Awards, nebo The Last Time I Saw Richard (2014).
Během následujících let se stal držitelem stipendia Heath Ledger Scholarship, oceněním, které je zaměřeno na finanční a profesní podporu herců australského původu. Kromě peněžního fondu mu bylo poskytnuto i dvouleté stipendium na herecké a divadelní akademii Stella Adler Academy of Acting and Theatre.
Fern se věnuje i scenáristice. Napsal, režíroval i hrál v krátkometrážním dramatickém filmu Pisces. V rozhovoru s Los Angeles Times uvedl, že si naplánoval osmiměsíční přestávku od herectví, aby se mohl soustředit na svůj film Pisces.
V roce 2017 se objevil jako Jim Mason v The Tribes of Palos Verdes. Dalšího roku, 2018, dosáhl Fern své doposud největší slávy. Účastnil se seriálu The Assassination of Gianni Versace: American Crime Story jako David Manson. To mu vyneslo cenu Gold Derby TV Award za film a byl nominován na Breakthrough Performer of the Year. Později hrál v šesté, a zároveň poslední, sérii seriálu Domek z karet. Téhož roku ztvárnil roli antikrista Michaela Langdona v osmé sérii American Horror Story. V deváté sérii dostal jednu z hlavních rolí – Xaviera Plymptona.

## Filmografie

### Filmy
| Rok  | Název                       | Role      | Poznámky        |
| ---- | --------------------------- | --------- | --------------- |
| 2008 | Hole in the Ground          | Zack      | krátký snímek   |
| 2010 | Still Take You Home         | Milk      | krátký snímek   |
| 2010 | Drawn Home                  | Steve     |                 |
| 2011 | 3AM                         | Nj        |                 |
| 2014 | The Last Time I Saw Richard | Richard   | krátký snímek   |
| 2017 | Rajský život v Palos Verdes | Jim Mason |                 |
| 2017 | Pisces                      | Charlie   | autor a režisér |
| 2018 | The Freat Darkened Days     |           |                 |
| 2022 | Father Stu                  | kněz      |                 |

### Televize
| Rok  | Název                                                    | Role            | Poznámky       |
| ---- | -------------------------------------------------------- | --------------- | -------------- |
| 2014 | Christmas Eve, 1914                                      | Arnold Chapman  | televizní film |
| 2018 | The Assassination of Giani Versace: American Crime Story | David Manson    | 4 díly         |
| 2018 | American Horror Story: Apokalypsa                        | Michael Langdon | 9 dílů         |
| 2018 | Domek z karet                                            | Duncan Shepherd | 6 dílů         |
| 2019 | American Horror Story: 1984                              | Xavier Plympton | 9 dílů         |
| 2021 | Eden                                                     | Andy Dolan      | 7 dílů         |
| 2021 | American Horror Stories                                  | Stan Vogel      | díl "Feral"    |
| 2021 | American Horror Story: Double Feature                    | Vailant Thor    | 2 díly         |